# Head of Work

Weg zur Head of Work-Farm im Hintergrund die Landzunge

Auf dem Head of Work, einer Landzunge nordöstlich von Kirkwall, liegt ein für Orkney ungewöhnlicher gehörnter Steinhügel (englisch horned cairn) von 50 m Länge und 15 m Breite. Derartige Steinhügel mit gekrümmten Fortsetzungen (Hörnern) an den Enden sind auf dem schottischen Festland (Camster) und etwas abgewandelt auf den Shetlands verbreitet (Heel-shaped Cairn). Der Cairn ist nicht ausgegraben worden, aber mehrere aufrecht stehende Steine und Abschnitte des Mauerwerks sind sichtbar.
Der Farmname Work stammt vom altnordischen „Virki“ für Befestigung. Die Stelle, auf der die Work-Farm errichtet wurde, war wahrscheinlich ein abgetragener Broch. Es gibt von hier eine gute Sicht zur Insel Shapinsay.
Westlich neben dem Head of Work liegt die Landzunge Carness, von altnordisch Kalladarnes, (Vorgebirge) mit Flakstellungen, die im Zweiten Weltkrieg die Stadt Kirkwall schützten.